# Mestna avtobusna linija št. 11 (Ljubljana)
Mestna avtobusna linija številka 11 JEŽICA P+R – ZALOG je ena izmed 33 avtobusnih linij javnega mestnega prometa v Ljubljani. Poteka v smeri jug - vzhod po nekaterih najprometnejših ljubljanskih cestah. S svojo traso povezuje parkirišče Parkiraj in se pelji (P+R) Ježica, Bežigrad, center mesta (Bavarski dvor), Krakovo, Poljane, Moste, Nove Fužine s parkiriščem P+R pod trgovino Hofer, Polje in Zalog.

## Zgodovina
Prva redna avtobusna proga v Zalog je bila vzpostavljena leta 1929, ko je zasebni prevoznik Grad dobil koncesijo za opravljanje voženj. Takoj po koncu druge svetovne vojne se je zaradi gradnje naselij na vzhodnem obrobju mesta pokazala potreba po povezavi naselij Fužine, Polje, Studenec, Kašelj in Zalog s središčem mesta z rednimi primestnimi avtobusnimi progami. Tako so od 1. februarja 1952 začeli voziti avtobusi preko Fužin in Polja do Zaloga. Za progo 11 je bilo kupljenih pet avtobusov modre barve italijanske tovarne OM Orione.  Sprva so vozili od končne postaje tramvaja v Mostah, kmalu pa so progo podaljšali v središče mesta, in sicer je bilo postajališče urejeno pred tedanjim kinom Sloga na Ulici Moše Pijade. 22. maja 1963 so postajališče prestavili na kolodvor.
Ko je proga prišla pod okrilje mestnega prometa (po letu 1973), so jo s kolodvora podaljšali za Bežigrad. Leta 1974 so v Zalogu progo izpred zadružnega doma podaljšali do tedanje Emonine klavnice, kjer so avtobusi obračali 49 let. Leta 1977 so traso z Njegoševe ceste prestavili preko Tromostovja. Proga Bežigrad – Zalog je nato nespremenjeno obratovala skoraj trideset let. Vmes so sicer podaljševali čas njenega obratovanja v nočne (odhod z Bežigrada ob 0.00) in nato še v zgodnje jutranje ure (odhod z Bežigrada ob 3.15). Novembra 2003 je bil obratovalni čas podaljšan do 0.30, julija naslednje leto pa je vozila spet po starem. Poleti leta 2004 so ukinili nedeljske vožnje proge 11, v Zalog je zato pričela obratovati proga št. 20 Zalog – Fužine – Nove Stožice  (jeseni leta 2007 so jo preimenovali v linijo 20Z). 
Prvo večjo spremembo trase je doživela decembra leta 2005, ko so jo ob delavnikih podaljšali izza Bežigrada do Ježice. 3. septembra 2007 so za ves promet zaprli ožje središče mesta, zato se je spremenila tudi trasa linije 11, ki je pred tem vozila mimo Stolnice, preko Tromostovja in Prešernovega trga. Preusmerili so jo preko Zmajskega mostu na Dalmatinovo ulico. Linija na trasi Bežigrad – Zalog je postala linija 11B, nočna linija na trasi Bavarski dvor – Zalog pa linija N11. Zadnja sprememba pa pri potnikih ni doživela odobravanja, zato so po slabem letu junija 2008 ponovno spremenili potek trase v centru mesta in jo preusmerili skozi predor pod gradom, po Zoisovi in Slovenski cesti. S tem je naraslo število linij z enakim odsekom trase (2, 11, 20), zato so bile nadaljnje spremembe močno odvisne od linij 2 in 20. 22. avgusta 2012 so bile linije 11, 11B in N11 preusmerjene preko novozgrajenega Fabianijevega mostu, nato pa po stari trasi po Poljanski cesti in skozi predor. Zaradi obnove predora so linijo 11 začasno speljali po Roški, Karlovški in Zoisovi cesti, s čimer je obšla Ljubljanski grad. Trasa se je izkazala za dobro, zato tam obratuje še danes, v tem času pa je svojo traso spremenila tudi linija 20. 
1. septembra 2009 je bila ukinjena posebna vožnja iz Zaloga ob 3.45 (od ponedeljka do sobote) v smeri Bavarskega dvora, ki je vozila po delu trase linije 12, po trasi Zaloška cesta - Zadobrovška cesta - Šmartinska cesta - Masarykova cesta - Trg OF - Slovenska cesta (Bavarski dvor). 28. junija 2010 je bil podaljšan obratovalni čas na linijah N11 in 11B s prvim odhodom z Bavarskega dvora ob 2.50 ob delavnikih in sobotah in 3.50 ob nedeljah in praznikih, ter zadnjim ob 0.20.
Zaradi podaljšanja obratovalnega časa linije 11B je le-ta postopno nadomestila linijo N11, čeprav je bil prvi jutranji odhod proti Zalogu še vedno z Bavarskega dvora.
1. decembra 2014 je bila linija št. 11 preusmerjena z obračališča Ježica na novo končno postajališče na parkirišču Parkiraj in se pelji (P+R) Ježica. Na njem je imela že urejeno začasno postajališče v času obnove črnuškega mostu. Vozni red se zaradi tega tedaj ni spremenil.
V času razglašene epidemije so zaradi nočne omejitve gibanja začasno ukinili nočne vožnje avtobusov; po ponovni vzpostavitvi so 26. aprila 2021 skrajšali režim obratovanja, in sicer je prvi odhod iz centra ob 4.30, zadnji pa ponovno ob 24.00.
1. marca 2023 je bila linija v Zalogu podaljšana po novozgrajeni Industrijski cesti do postajališča pri krožišču s Hladilniško potjo.

## Trasa
Linija 11
- smer JEŽICA P+R – ZALOG: Obvozna cesta - Dunajska cesta - Slovenska cesta - Zoisova cesta - Karlovška cesta - Roška cesta (Fabianijev most) - Zaloška cesta - Agrokombinatska cesta - Industrijska cesta.
- smer ZALOG – JEŽICA P+R: Industrijska cesta - Agrokombinatska cesta - Zaloška cesta - Roška cesta (Fabianijev most) - Karlovška cesta - Zoisova cesta - Slovenska cesta - Dunajska cesta - Obvozna cesta.

Linija 11B
- smer BEŽIGRAD – ZALOG: Železna cesta - Linhartova cesta - Dunajska cesta - Slovenska cesta - Zoisova cesta - Karlovška cesta - Roška cesta (Fabianijev most) - Zaloška cesta - Agrokombinatska cesta - Industrijska cesta.
- smer ZALOG – BEŽIGRAD: Industrijska cesta - Agrokombinatska cesta - Zaloška cesta - Roška cesta  (Fabianijev most) - Karlovška cesta - Zoisova cesta - Slovenska cesta - Dunajska cesta - Vilharjeva cesta - Železna cesta.

## Številke in imena avtobusnih postajališč (pomembni objekti in ustanove)
|}

## Režim obratovanja
- Linija 11 JEŽICA P+R – ZALOG obratuje ob delavnikih med 5.00 in 20.00. Avtobusi najpogosteje obratujejo ob prometnih konicah.

- Linija 11B BEŽIGRAD – ZALOG obratuje ob delavnikih med 3.50 in 5.00 ter med 20.05 in 24.00, ob sobotah cel dan, ob nedeljah in praznikih med 4.50 in 6.00 ter med 22.30 in 24.00.

### Preglednice časovnih presledkov v minutah
| št. | ura           | 1.9. - 25.6. | 26.6. - 31.8. |
| --- | ------------- | ------------ | ------------- |
| 11B | 3.50 - 5.00   | 30           | 30            |
| 11  | 4.40 - 6.00   | 20           | 20            |
| 11  | 6.00 - 8.00   | 10-14        | 20            |
| 11  | 8.00 - 9.00   | 18           | 25            |
| 11  | 9.00 - 13.00  | 20           | 30-32         |
| 11  | 13.00 - 14.00 | 14           | 30            |
| 11  | 14.00 - 16.00 | 13-14        | 20            |
| 11  | 16.00 - 17.00 | 18-20        | 30            |
| 11  | 17.00 - 18.00 | 20           | 30-32         |
| 11  | 18.00 - 20.40 | 20           | 25-30         |
| 11B | 20.40 - 22.30 | 20           | 25            |
| 11B | 22.30 - 24.00 | 45           | 45            |

| št. | ura           | vse leto |
| --- | ------------- | -------- |
| 11B | 3.50 - 5.00   | 30       |
| 11B | 5.00 - 6.00   | 30       |
| 11B | 6.00 - 15.00  | 25       |
| 11B | 15.00 - 21.00 | 25       |
| 11B | 21.00 - 22.30 | 25       |
| 11B | 22.30 - 24.00 | 45       |

| št. | ura           | vse leto    |
| --- | ------------- | ----------- |
| 11B | 4.50 - 6.00   | 30          |
| -   | 5.50 - 22.20  | ne obratuje |
| 11B | 22.30 - 24.00 | 45          |

- Ob nedeljah in praznikih linijo 11 med 5.20 in 22.25 nadomešča linija 20Z NOVE STOŽICE P+R – ZALOG.
- V primeru popolne prometne zapore Zoisove ceste zaradi prireditev v Križankah imata liniji 11 in 11B predvidljiv stalni obvoz, in sicer na relaciji Slovenska cesta (redna trasa) - Barjanska - Kopačeva - Opekarska - Janežičeva - Karlovška (redna trasa), ter enako v obratni smeri. Avtobusi takrat ustavljajo na vseh rednih postajališčih na obvozu.